# Leitungsstelle
Leitungsstellen (Instanzen) sind in der Organisationslehre Stellen, denen die Aufgaben der Fremdentscheidungs-, Weisungs-, Planungs- und Kontrollkompetenzen zugeordnet sind.

## Allgemeines
Die Organisationslehre unterscheidet zwischen Linienstellen und unterstützenden Stellen. Zu den ersteren gehören die Leitungs- und Ausführungsstellen. Dabei übernehmen die Leitungsstellen die Führungsaufgaben über die Ausführungsstellen und alle unterstützenden Stellen. Zur Wahrnehmung dieser Führung sind den Leitungsstellen Führungsaufgaben zugeordnet, die mit der Befugnis verbunden sind, dass Vorgesetzte (Dienstvorgesetzter/Fachvorgesetzter) Anordnungen an untergebene Arbeitskräfte erteilen dürfen. Instanzen sind mithin Leitungsstellen mit fachlicher und disziplinarischer Weisungsbefugnis.
Oft sind Leitungsstellen auch Assistenzstellen zugeordnet.

## Aufgaben
Zu den Führungsaufgaben gehören das Treffen von Fremdentscheidungen, das Umsetzen der Entscheidungen in Anordnungen und die Fremdkontrolle der Ausführung. Den Leitungsstellen sind zu diesem Zweck vier Funktionen zugeordnet, und zwar die Planung, Entscheidung, Anordnung und Kontrolle. Erich Kosiol fügte 1962 noch die Initiativfunktion hinzu, bei der es darum geht, dass die Leitungsstelle das Recht und die Pflicht auf das Ergreifen der Initiative ausübt. Bei dieser Delegation ist das Kongruenzprinzip der Organisation zu beachten, das eine gleichgewichtige Übertragung von Führungsaufgaben, Kompetenzen und Verantwortung erfordert. Wird die so ausgestattete Leitungsstelle mit einer Führungskraft besetzt, so handelt es sich – nach aufsteigender Hierarchieebene – um Teamleiter, Gruppenleiter, Referatsleiter, Abteilungsleiter oder Vorstandsmitglieder/Geschäftsführer.
Die Aufgabenverteilung zwischen Leitungs- und Ausführungsstellen sieht folgendermaßen aus:
| Stelle             | Aufgaben                                                     | Kompetenzen              | Art der Entscheidung                            |
| ------------------ | ------------------------------------------------------------ | ------------------------ | ----------------------------------------------- |
| Leitungsstellen    | Führungsaufgaben                                             | Führungskompetenzen      | Fremdentscheidungen konstitutive Entscheidungen |
| Ausführungsstellen | ausführende Tätigkeiten                                      | Durchführungskompetenzen | Selbstentscheidungen                            |
| Stabsstellen       | Entscheidungsvorbereitung und Entlastung der Leitungsstellen | Durchführungskompetenzen | Selbstentscheidungen                            |

Ausführende Tätigkeiten sind dadurch gekennzeichnet, dass die Arbeitnehmer überwiegend an Weisungen gebunden sind, wobei der Arbeitgeber gegenüber seinen Arbeitnehmern Arbeitsinhalt, Arbeitsort und Arbeitszeit der Arbeitsleistung nach billigem Ermessen näher bestimmen darf. Ausführende Tätigkeiten sind alle Handlungen und Tätigkeiten, die notwendig und zweckmäßig sind, um die Weisung eines Vorgesetzten zu erfüllen. Leitungsstellen sind mit Führungskompetenzen (Fremdentscheidungen oder konstitutive Entscheidungen, Kontrolle, Planung und Organisation) ausgestattet.

## Hierarchie
Eine ausgeprägte Leitungstiefe liegt vor, wenn die Gesamtzahl der hierarchischen Ebenen groß ist. Ist die Zahl der Leitungsstellen auf derselben hierarchischen Ebene groß, handelt es sich um eine ausgeprägte Leitungsbreite („flache Hierarchie“). Dabei hängen Leitungstiefe und Leitungsbreite auch von der Leitungs- oder Kontrollspanne ab. Hierunter ist die Anzahl von Mitarbeitern zu verstehen, die einer Führungskraft unterstellt sind. Diese ist bei der Bildung von Leitungsstellen zu berücksichtigen. Ist die Leitungsspanne im Sinne der Anzahl der einer Leitungsstelle unmittelbar unterstellten Mitarbeiter zu hoch, kommt es zu einer Überforderung des Managements. Werden Leitungsstellen durch Stabsstellen entlastet, so erhalten die Leitungsstellen mehr Personalkapazität für ihre Führungsaufgaben, wodurch eine größere und entlastende Leitungsspanne entsteht.